# Tour de los Fiordos
El Tour de los Fiordos (oficialmente: Tour des Fjords) conocido anteriormente como Rogaland G. P. es una carrera ciclista profesional por etapas que se disputa en Noruega. 
Creada en 2008 con el nombre de Rogaland G.P., era una prueba de un día disputada en el mes de mayo y tenía salida y llegada en Stavanger. En 2013 tomo su nombre actual y pasó a ser una carrera de 3 etapas, disputándose en agosto.
Forma parte del UCI Europe Tour desde su primera edición, en principio en la categoría 1.2 (última categoría del profesionalismo). En 2012 ascendió a 1.1 y en 2013, debido a que cambió a ser carrera por etapas, modificó su categoría a la 2.1. En el año 2018 ascendió a la categoría 2.HC.

## Palmarés
Rogaland G. P.
| Año  | Ganador          | Segundo            | Tercero           |
| ---- | ---------------- | ------------------ | ----------------- |
| 2008 | Michael Tronborg | Alexander Kristoff | Alex Rasmussen    |
| 2009 | Håvard Nybø      | Rikke Dijkxhoorn   | Svein Erik Vold   |
| 2010 | Vitaliy Popkov   | Nikola Aistrup     | Michael Hepburn   |
| 2011 | Frederik Wilmann | Magnus Børresen    | Daniel Foder Holm |
| 2012 | Antonio Piedra   | Simon Clarke       | Sep Vanmarcke     |

Tour de los Fiordos
| Año  | Ganador              | Segundo              | Tercero            |
| ---- | -------------------- | -------------------- | ------------------ |
| 2013 | Serguéi Chernetski   | Lars Petter Nordhaug | Zico Waeytens      |
| 2014 | Alexander Kristoff   | Magnus Cort          | Jérôme Baugnies    |
| 2015 | Marco Haller         | Søren Kragh Andersen | Michael Olsson     |
| 2016 | Alexander Kristoff   | Michael Schär        | Nick van der Lijke |
| 2017 | Edvald Boasson Hagen | Dries Van Gestel     | Timo Roosen        |
| 2018 | Michael Albasini     | Bjorg Lambrecht      | Pim Ligthart       |

## Palmarés por países
| País      | Victorias |
| --------- | --------- |
| Noruega   | 5         |
| Dinamarca | 1         |
| Ucrania   | 1         |
| España    | 1         |
| Rusia     | 1         |
| Austria   | 1         |
| Suiza     | 1         |